# Olmazor
Olmazor (Em russo Олмазор) é um dos 11 distritos (tuman) de Tasquente, a capital do Uzbequistão.

## Características
É o distrito mais populoso da capital do Uzbequistão, conta com uma população superior a 300 mil habitante e sua localização é na parte norte da cidade, limitando-se com os distritos de Shayhontoxur e Yunusabad.